# Les Pillards (film, 1948)
Pour les articles homonymes, voir Les Pillards.
Les Pillards (The Plunderers) est un western américain réalisé par Joseph Kane et sorti en 1948.

## Fiche technique
- Titre original : The Plunderers
- Titre français : Les Pillards
- Réalisation : Joseph Kane
- Scénario : James Edward Grant (histoire). Gerald Geraghty et Gerald Drayson Adams (screenplay)
- Direction artistique : Frank Arrigo
- Décorateur de plateau : John McCarthy Jr. et Charles S. Thompson
- Costumes : Adele Palmer
- Maquillage : Bob Mark
- Photographie : Jack A. Marta
- Montage : Arthur Roberts
- Musique : R. Dale Butts
- Producteur associée : Joseph Kane
- Société(s) de production : Republic Pictures
- Société(s) de distribution : Republic Pictures
- Pays de production :   États-Unis
- Année : 1948
- Langue originale : anglais
- Format : couleur (Trucolor) – 35 mm – 1,37:1 – mono (RCA Sound System)
- Genre : western
- Durée : 87 minutes
- Date de sortie :
  - États-Unis : 31 octobre 1948

## Distribution
- Rod Cameron : John Drum
- Ilona Massey : Lin Connor
- Lorna Gray : Julie Ann McCabe
- Forrest Tucker : Whit Lacey
- George Cleveland : Shérif Sam Borden
- Grant Withers : Shérif-adjoint Tap Lawrence
- Taylor Holmes : Eben Martin
- Paul Fix : Calico
- Francis Ford : Barnaby
- James Flavin : Sergent Major
- Russell Hicks : Colonel de cavalerie
- Maude Eburne : Vieille dame au mariage
- Mary Ruth Wade : femme pionnier
- Louis Faust : sentinelle du fort
- Bud Osborne : un bandit
- Monte Montague : un shérif-adjoint